# Sitka
Sitka (ejtsd: szitka, tlingitül Sheetʼká, cirill betűkkel Ситка [Szitka]) város az Amerikai Egyesült Államokban, Alaszka délkeleti részén. A csendes-óceáni Baranov-sziget nyugati partján és a Japonski-szigeten fekszik. Korábban Novoarhangelszk (Ново-Архангельск, am. Új-Arhangelszk) néven Orosz-Amerika fővárosa, majd 1867-től 1906-ig Alaszka székhelye volt. Önálló közigazgatási egység (ún. borough). Neve a tlingit shee atika kifejezésből származik, jelentése "a Shee-n [a Baranov-sziget neve] kívül lakók". 2000-ben lakossága 8835 fő volt, az állam ötödik legnagyobb városa.
Novoarhangelszket Orosz-Amerika kormányzója, Alekszandr Baranov alapította, 1799-ben. Az akkori város a mai Old Harbor kerületre terjedt ki. 1802-ben egy csoport tlingit elpusztította, ezután mai helyén épült újjá. Az oroszok 1804-ben újra összecsaptak a tilngitekkel, és legyőzték őket; majd 1822-ig fokozatosan kitelepítették az őslakosokat a területről. A 19. század középső harmadában Sitka volt a legjelentősebb kereskedelmi kikötő Észak-Amerika csendes-óceáni partján, a szőrmevadászok áruja innen jutott el az európai és ázsiai piacokra.
1867. október 18-án Sitkában az amerikai zászló ünnepélyes felvonásával vált Alaszka orosz felségterületből hivatalosan is az Amerikai Egyesült Államok territóriumává. A klondike-i aranylázig az amerikai államot mindössze a Sitkában szolgáló vámtisztviselő képviselte. 1906-ban Alaszka fővárosa Juneau lett.
A Japonski-szigeten található a repülőtér és az Alaszkai Egyetem campusa. A második világháború alatt az USA Haditengerészete légibázist épített ki a szigeten, és mintegy harmincezer katonát állomásoztatott itt; a bázis épületeit ma egy gimnázium és a parti őrség használja. A szigetet az 1972-ben készült O'Connell híd köti össze a Baranov-szigettel.
A Kruzov-szigeten található a mindössze 970 m magas Mount Edgecumbe, egy régóta kialudt vulkán (utolsó kitörése mintegy 3800 évvel ezelőtt lehetett).

## Látnivalók
- Castle Hill – A magaslaton eredetileg tlingit erősség állt, majd az oroszok is beépítették. Itt volt az 1837-ben épült Baranof's Castle, melynél az ünnepélyes zászló le- és felvonást rendezték Alaszka átadásakor (a ház 1898-ban leégett).
- Russian Blockhouse – Az egykori orosz erődítmény hű másolata.
- Russian Bishop's House – A legrégebbi épen maradt épület az orosz időkből, 1842-ben készült az ortodox egyház püspöke részére; az ő lakása mellett azonban kápolna és iskola is van benne.
- Sitka National Historical Park – A tlingitek lakóhelyét, erődítményét és a sitkai csatát bemutató emlékpark.
- Szent Mihály-székesegyház – 1844-48 között épült. 1966-ban leégett, de az eredeti tervek szerint, és a megmenekült darabok felhasználásával újraépítették.

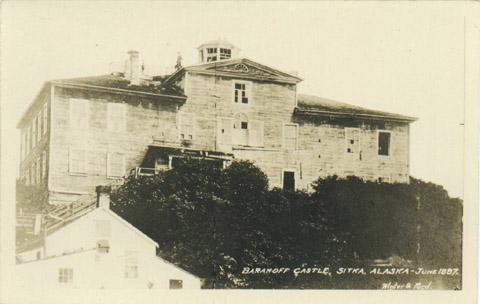
A Baranov-kastély Sitkában
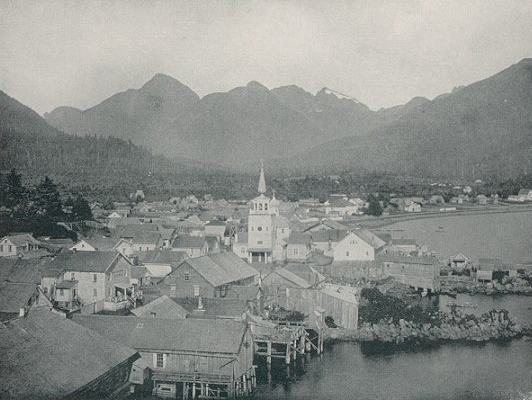
Sitka madártávlatból 1891-ben
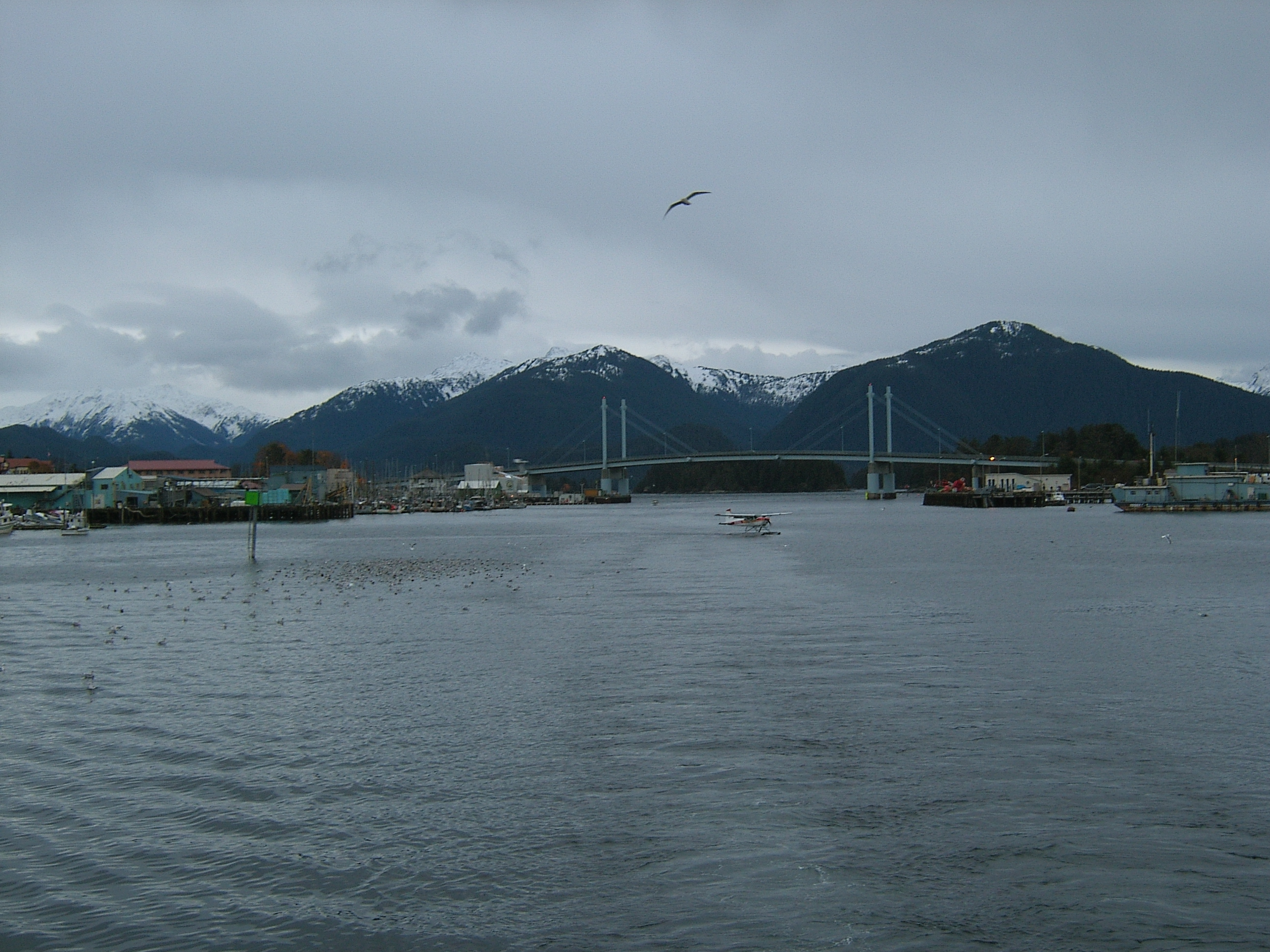
Az O'Connell híd a Sitka-csatorna felett
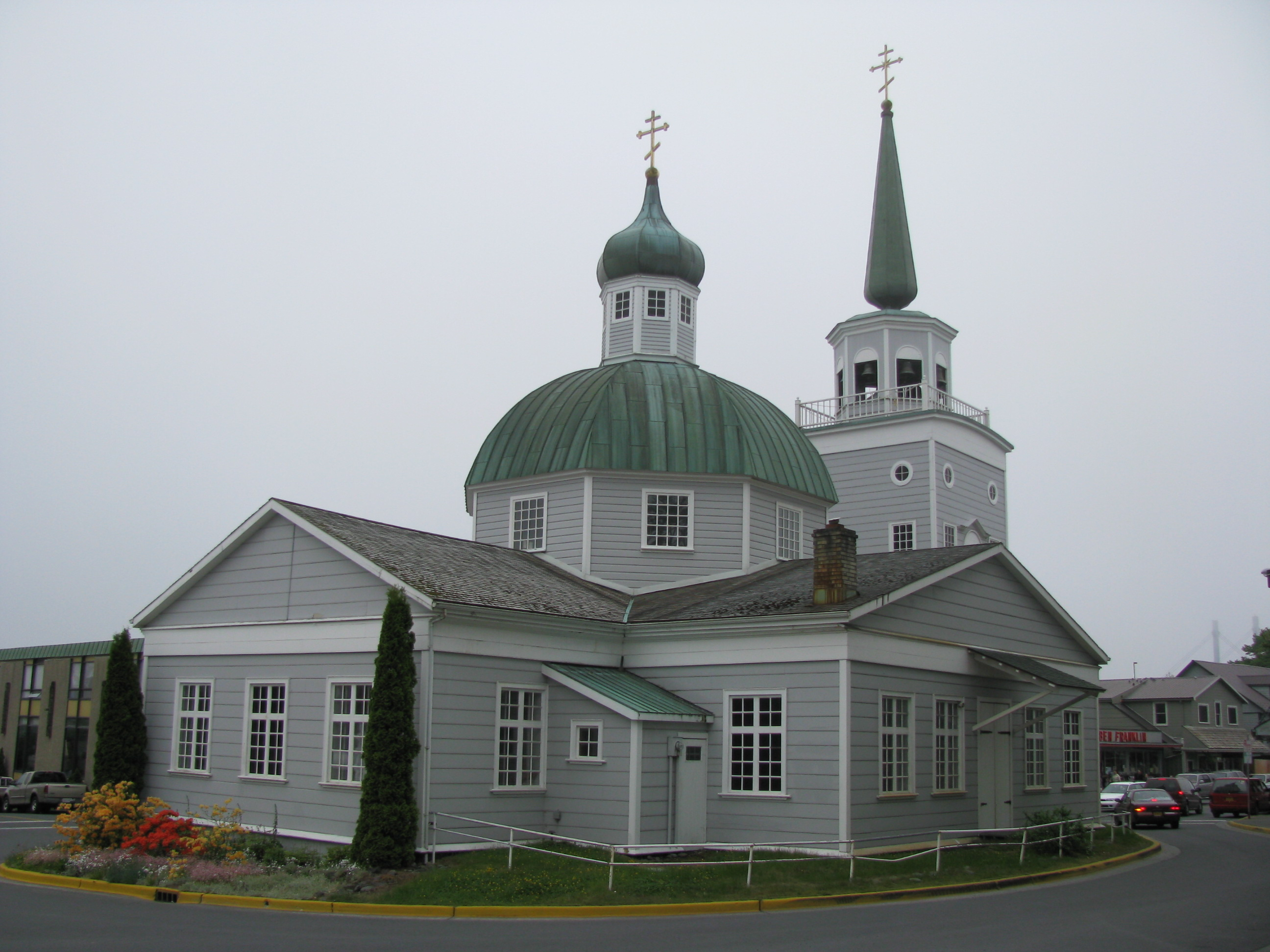
Szent Mihály-katedrális

## Híres emberek
- Itt született Annie Furuhjelm (1859–1937) finn újságíró, feminista és írónő, a  nemzet szolgálatáért Finnország Fehér Rózsájának díjazottja

## Testvérvárosok
- Nemuro, Japán